# Giorgio Tornati
Giorgio Tornati (Pesaro, 5 novembre 1937) è un politico italiano.

## Biografia
Nel 1965 è consigliere comunale di Pesaro. Dal 1968 ricopre l’incarico di assessore ai lavori pubblici, allo sport, all'edilizia pubblica nella giunta presieduta dal sindaco Giorgio De Sabbata.
Dal 1975 al 1978 è segretario della Federazione provinciale del Partito Comunista Italiano di Pesaro e Urbino.
Giorgio Tornati ricopre l'incarico di sindaco di Pesaro dal 1978 al 1987.
È eletto al Senato della Repubblica nelle liste del Partito Comunista Italiano dal 1987 al 1992. Da senatore è membro della 13ª Commissione permanente (Territorio, ambiente, beni ambientali) dal 1 agosto 1987 al 27 settembre 1989 e dal 27 settembre 1989 al 22 aprile 1992, componente del Comitato Direttivo del Gruppo comunista dal 17 settembre 1987 al 2 agosto 1989 e componente della Giunta per gli affari delle Comunità europee dal 1 agosto 1987 al 22 aprile 1992.
Nel 1999 si candida sindaco per il comune di Pesaro con I Democratici, ottenendo l'8,6% dei voti.